# Donald Kingsbury
Donald MacDonald Kingsbury (* 12. Februar 1929 in San Francisco, Kalifornien) ist ein US-amerikanisch-kanadischer Science-Fiction-Autor. Kingsbury lehrte von 1956 bis 1986 Mathematik an der McGill University, Montreal.

## Auszeichnungen
- 1983: Compton Crook Award für Die Riten der Minne – als bester Erstlingsroman[1]
- 1983: Locus Award für Die Riten der Minne – als bester Erstlingsroman
- 2002: Prometheus Award, Psychohistorical Crisis – als bester Roman
- 2016: Prometheus Award, Die Riten der Minne – Aufnahme in die Prometheus Hall of Fame

## Bibliografie

### Romane
- Shipwright, 1978
- Die Riten der Minne, 1984, ISBN 978-3-442-23452-3, Courtship Rite, 1982
- The Moon Goddess and the Son, 1986
- The Survivor, 1991
- The Heroic Myth of Lieutenant Nora Argamentine, 1994
- Psychohistorical Crisis, 2001
- The Finger Pointing Solward

### Kurzgeschichten
- The Ghost Town, 1952
- Shipwright, 1978
- To Bring in the Steel, 1978
- The Moon Goddess and the Son, 1979
- The Survivor, 1991
- The Cauldron, 1994
- Historical Crisis, 1995